# Bataille de Coutras
Huitième guerre de Religion (1585 – 1598)
Batailles
Guerres de Religion en France
Prélude
- Mérindol (1545)
- Amboise (1560)
- Colloque de Poissy (1561)

Première guerre de Religion (1562-1563)
- Édit de Saint-Germain (1562)
- Massacre de Wassy (1562)
- Toulouse (1562)
- Vergt (1562)
- Rouen (1562)
- Dreux (1562)
- Orléans (1563)
- Paix d'Amboise (1563)

Deuxième guerre de Religion (1567-1568)
- Surprise de Meaux (1567)
- Michelade (1567)
- Saint-Denis (1567)
- Chartres (1568)
- Paix de Longjumeau (1568)

Troisième guerre de Religion (1568-1570)
- Jarnac (1569)
- La Roche-l'Abeille (1569)
- Poitiers (1569)
- Orthez (1569)
- Montcontour (1569)
- Saint-Jean-d'Angély (1569)
- Arnay-le-Duc (1570)
- Rabastens (1570)
- Paix de Saint-Germain-en-Laye (1570)

Quatrième guerre de Religion (1572-1573)
- Saint-Barthélemy (1572)
- Sancerre (1572-1573)
- Sommières (1573)
- La Rochelle (1573)

Cinquième guerre de Religion (1574-1576)
- Dormans (1575)
- Édit de Beaulieu (1576)

Sixième guerre de Religion (1577)
- Paix de Bergerac (1577)
- Édit de Poitiers (1577)

Septième guerre de Religion (1579-1580)
- Traité de Nérac (1579)
- Paix du Fleix (1580)

Huitième guerre de Religion (1585-1598) 
Guerre des Trois Henri

- Traité de Joinville (1584)
- Édit de Nemours (1585)
- Jarrie (1587)
- Coutras (1587)
- Vimory (1587)
- Auneau (1587)
- Journée des Barricades (1588)
- Arques (1589)
- Ivry (1590)
- Paris (1590)
- Journée des Farines (1591)
- Chartes (1591)
- Poncharra (1591)
- Châtillon (1591)
- Rouen (1591-1592)
- Craon (1592)
- Port-Ringeard (1593)
- Fort Crozon (1594)
- Fontaine-Française (1595)
- Doullens (1595)
- Amiens (1597)
- Édit de Nantes (1598)

Rébellions huguenotes (1621-1629)
- Saumur (1621)
- Saint-Jean-d'Angély (1621)
- La Rochelle (1621)
- Montauban (1621)
- Riez (1622)
- Royan (1622)
- Sainte-Foy (1622)
- Nègrepelisse (1622)
- Saint-Antonin (1622)
- Montpellier (1622)
- Saint-Martin-de-Ré (1622)
- Traité de Montpellier (1622)
- Blavet (1625)
- Île de Ré (1625)
- Traité de Paris (1626)
- Saint-Martin-de-Ré (1627)
- La Rochelle (1627-1628)
- Privas (1629)
- Alès (1629)
- Montauban (1629)
- Paix d'Alès (1629)

Révocation de l'édit de Nantes (1685)
La bataille de Coutras se déroule le 20 octobre 1587, pendant les guerres de Religion. Elle voit la victoire du protestant Henri de Navarre qui écrase l’armée royale commandée par le duc Anne de Joyeuse, lequel meurt dans la bataille.

## Contexte
Les guerres de Religion entre les catholiques et les protestants durent en France depuis 1562. Le roi de France Henri III avait mené une politique conciliante, dont témoignent la promulgation de l'édit de Beaulieu en 1576 puis celle de l'édit de Poitiers l’année suivante. Mais une nouvelle crise est provoquée par la mort du frère du roi, François d'Alençon : le huguenot Henri de Navarre devient l'héritier présomptif de la couronne. La Ligue, menée par le duc de Guise, dresse alors le royaume contre le roi, qui se retrouve isolé.
Le 18 juillet 1585, Henri III promulgue l'édit de Nemours annulant tous les édits précédents, accordant des places aux catholiques, payant les mercenaires de la Ligue sur le Trésor royal, interdisant le protestantisme en France, et ordonnant la restitution des places de sûreté protestantes. Les protestants sont expulsés du pouvoir. Et alors que le parti de Guise obtient places et faveurs, le roi de Navarre est déchu de ses fonctions.
Cet édit est une déclaration de guerre contre les protestants. Henri de Navarre cherche des appuis, sans succès. La « bulle privatoire » du pape Sixte Quint lui apporte, dans une certaine mesure, celui des milieux gallicans et royalistes français ; s’y joignent les Politiques français, partisans d’une certaine tolérance (comme le gouverneur du Languedoc, Montmorency-Damville), puis l’Angleterre et le Danemark, mais seulement après l’assassinat de Guillaume d’Orange, la déposition de l’électeur de Cologne (l’évêque était devenu calviniste) et les succès de l’Espagne dans sa lutte contre les protestants des Pays-Bas.
Devant l’intransigeance de Guise, la guerre est inévitable. Fin juillet 1587, une armée commandée par Anne de Joyeuse, l'un des mignons du roi, arrive en Poitou, où se trouve celle d'Henri de Navarre. Celui-ci est rejoint par ses deux cousins catholiques François de Bourbon-Conti et Charles de Bourbon-Soissons, opposés aux menées de la Ligue. Lorsque Joyeuse reçoit le renfort de Mercœur, Henri de Navarre se replie vers le sud. Joyeuse s'élance à ses trousses, souhaitant l’arrêter avant qu'il ne passe la Dordogne et ne trouve refuge en Guyenne.

## Bataille
Lorsque les deux armées se retrouvent face à face, Joyeuse, dans un premier temps, renonce à attaquer l'armée d'Henri de Navarre qui a commencé à traverser la Dronne. Impulsif, avide de la gloire que peut lui apporter une victoire sur le Béarnais, Joyeuse se ravise et lance sa charge de loin, au grand galop. Quand il arrive au contact, ses chevaux sont épuisés, et ses escadrons de lanciers ont perdu leur cohésion, perdant toute efficacité. De son côté, Henri de Navarre adopte une tactique innovante dans la façon de disposer ses troupes : il intercale des pelotons de fantassins (cinq hommes de front) avec des escadrons de cavalerie, de façon à la soutenir. L’affrontement des deux cavaleries tourne à l’avantage du roi de Navarre. La charge des chevau-légers protestants rompt l’armée royale, qui est mise en déroute. La bataille a duré un peu moins de trois heures.
Joyeuse, qui s'est constitué prisonnier, est abattu d'un coup de pistolet en représailles à ses exactions récentes, notamment du massacre dit de Saint-Éloi, au cours duquel huit cents huguenots ont été exécutés à La Mothe-Saint-Héray le 21 juin 1587. Son jeune frère, Claude de Joyeuse (1569 – 1587), seigneur de Saint-Sauveur, est tué d'une arquebusade dans le ventre. Plus de deux mille catholiques, dont trois cents gentilshommes, ont perdu la vie, parmi lesquels Jacques d'Amboise, l'aîné de la branche d'Amboise-d'Aubijoux.
Henri de Navarre se comporte de manière chevaleresque, libérant les prisonniers contre la promesse de versement d'une rançon, faisant soigner les blessés et enterrer les morts, et rendant à leur famille les dépouilles de Joyeuse et de son frère.

### Sources primaires imprimées
- Louis Maimbourg, Histoire de la Ligue, Paris, Sébastien Mabre-Croisy, 1684 (lire en ligne).